# Ronde van Frankrijk 2018/Elfde etappe
De elfde etappe van de Ronde van Frankrijk 2018 werd verreden op woensdag 18 juli en ging van Albertville naar La Rosière.

## Wedstrijdverloop
Damiano Caruso valt als eerste aan met Peter Sagan, Daniel Navarro, Romain Sicard en Warren Barguil. Sagan pakt punten voor de groene trui bij de tussensprint in Villard-sur-Doron. Op de eerste beklimming van de dag de Montée de Bisanne moet Sagan al snel lossen en Julian Alaphilippe, Tejay van Garderen en Anthony Perez maken als eerste de oversteek. Later komt er een grote groep bij met Thomas De Gendt, Serge Pauwels, Mikel Nieve, Rein Taaramäe, Toms Skujiņš, Marc Soler, Michael Valgren, Stefan Küng, Darwin Atapuma, Tomasz Marczyński en Gorka Izagirre. De groep valt uiteen gedurende de beklimming van de Col du Pré. Geletruidrager Greg Van Avermaet moet halverwege de klim lossen uit het peloton, waarmee zeker wordt dat er een nieuwe geletruidrager komt. 
Tijdens de beklimming van de Cormet de Roselend valt Alejandro Valverde aan. Ploegmaat Soler wacht op hem. In de afdaling van de Roselend valt Tom Dumoulin aan met Søren Kragh Andersen en rijdt samen met Valverde in de vallei naar de slotklim. Zij pakken veertig seconden op de andere favorieten. Wanneer Valverde niet meer meewerkt, gaat Dumoulin solo op zoek naar de koplopers. 
Op de slotklim naar La Rosière valt Geraint Thomas aan in de favorietengroep en niemand kan volgen. Daarachter blijven  Chris Froome en Daniel Martin over. Thomas voegt zich in de slotkilometers bij Dumoulin, die de vroege vluchters Caruso en Herrada is gepasseerd. In de slotfase springen de renners van Team Sky weg bij respectievelijk Dumoulin en Martin. Thomas wint de etappe en pakt ook de gele trui. 
Schaduwfavorieten als Bardet, Quintana en Nibali verliezen een minuut op Thomas. 

## Uitslag
| Rituitslag Albertville - La Rosière (108,5 km) |                 |                            |          |
| Plaats                                         | Naam            | Ploeg                      | Tijd     |
| Winnaar                                        | Geraint Thomas  | Team Sky                   | 3u29'36" |
| 2                                              | Tom Dumoulin    | Team Sunweb                | + 20"    |
| 3                                              | Chris Froome    | Team Sky                   | z.t.     |
| 4                                              | Damiano Caruso  | BMC Racing Team            | + 22"    |
| 5                                              | Mikel Nieve     | Mitchelton-Scott           | z.t.     |
| 6                                              | Daniel Martin   | UAE Team Emirates          | + 27"    |
| 7                                              | Jesús Herrada   | Cofidis, solutions crédits | + 57"    |
| 8                                              | Romain Bardet   | AG2R La Mondiale           | + 59"    |
| 9                                              | Vincenzo Nibali | Bahrain-Merida             | z.t.     |
| 10                                             | Nairo Quintana  | Movistar Team              | z.t.     |
|                                                |                 |                            |          |
| 29                                             | Serge Pauwels   | Team Dimension Data        | + 7'10"  |

| Algemeen klassement |                   |                     |           |
| Plaats              | Naam              | Ploeg               | Tijd      |
| Gele trui           | Geraint Thomas    | Team Sky            | 44u06'16" |
| 2                   | Chris Froome      | Team Sky            | + 1'25"   |
| 3                   | Tom Dumoulin      | Team Sunweb         | + 1'44"   |
| 4                   | Vincenzo Nibali   | Bahrain-Merida      | + 2'14"   |
| 5                   | Primož Roglič     | Team LottoNL-Jumbo  | + 2'23"   |
| 6                   | Steven Kruijswijk | Team LottoNL-Jumbo  | + 2'40"   |
| 7                   | Mikel Landa       | Movistar Team       | + 2'56"   |
| 8                   | Romain Bardet     | AG2R La Mondiale    | + 2'58"   |
| 9                   | Nairo Quintana    | Movistar Team       | + 3'16"   |
| 10                  | Daniel Martin     | UAE Team Emirates   | z.t.      |
|                     |                   |                     |           |
| 19                  | Serge Pauwels     | Team Dimension Data | + 10'30"  |

## Nevenklassementen
| Puntenklassement |                   |                    |        |
| Plaats           | Naam              | Ploeg              | Punten |
| Groene trui      | Peter Sagan       | BORA-hansgrohe     | 339    |
| 2                | Fernando Gaviria  | Quick-Step Floors  | 218    |
| 3                | Dylan Groenewegen | Team LottoNL-Jumbo | 132    |

| Bergklassement |                    |                     |        |
| Plaats         | Naam               | Ploeg               | Punten |
| Bolletjestrui  | Julian Alaphilippe | Quick-Step Floors   | 61     |
| 2              | Serge Pauwels      | Team Dimension Data | 49     |
| 3              | Warren Barguil     | Fortuneo-Samsic     | 40     |

| Jongerenklassement |                  |                     |           |
| Plaats             | Naam             | Ploeg               | Tijd      |
| Witte trui         | Pierre Latour    | AG2R La Mondiale    | 44u18'02" |
| 2                  | Guillaume Martin | Wanty-Groupe Gobert | + 2'03"   |
| 3                  | Egan Bernal      | Team Sky            | + 7'35"   |

| Ploegenklassement |                    |           |
| Plaats            | Ploeg              | Tijd      |
|                   | Movistar Team      | 133u9'11" |
| 2                 | Bahrain-Merida     | + 1'37"   |
| 3                 | Team Sky           | + 5'45"   |
| 4                 | Team LottoNL-Jumbo | + 7'59"   |
| 5                 | AG2R La Mondiale   | + 24'43"  |

## Opgaves
- Mark Cavendish (Team Dimension Data): kwam buiten tijd aan
- Marcel Kittel (Team Katjoesja Alpecin): kwam buiten tijd aan
- Mark Renshaw (Team Dimension Data): kwam buiten tijd aan

1e etappe ·
2e etappe ·
3e etappe ·
4e etappe ·
5e etappe ·
6e etappe ·
7e etappe ·
8e etappe ·
9e etappe ·
10e etappe ·
11e etappe ·
12e etappe ·
13e etappe ·
14e etappe ·
15e etappe ·
16e etappe ·
17e etappe ·
18e etappe ·
19e etappe ·
20e etappe ·
21e etappe
Startlijst · Eindstanden · Afbeeldingen